# Vale de Santiago
Vale de Santiago is een plaats (freguesia) in de Portugese gemeente Odemira en telt 695 inwoners (2001).